# Alles sal reg kom! (Amsterdam-Noord)
Alles sal reg kom! was een verzetsblad uit de Tweede Wereldoorlog, dat vanaf februari 1944 tot en met februari 1945 in Amsterdam werd uitgegeven. Het blad verscheen dagelijks in gestencilde vorm in een oplage van de 500 tot 3000 exemplaren. De inhoud bestond voornamelijk uit algemene artikelen en nieuwsberichten.
Dit verzetsblad werd voor Amsterdam-Noord vervaardigd door de kunstschilder W.L. Riedijk met de hulp van zijn verloofde en zijn moeder. Andere medewerkers waren J.M. Berkhof (schrijver van artikelen), de cineast G.P.J. Poldervaart jr., A. Mackor (stroomlevering) en G.P.J. Poldervaart sr. Wegens moeilijkheden met de stroomvoorziening werd februari 1945 samenwerking gezocht en gevonden met een ander verzetsblad, het Trouw Bulletin. Dat bulletin werd uitgegeven voor het centrum van Amsterdam. Onder deze titel bleef het blad tot de bevrijding in mei 1945 verschijnen.

## Betrokken personen
- A. Mackor
- J.M. Berkhof
- G.P.J. Poldervaart jr.
- G.P.J. Poldervaart sr.
- W.L. Riedijk

## Gerelateerde kranten
- Trouw-bulletin; speciale uitgave (verzetsblad, Amsterdam)[1]